# Congettura di Goldbach
In matematica, la congettura di Goldbach è uno dei più vecchi problemi irrisolti nella teoria dei numeri. Essa afferma che ogni numero pari maggiore di 2 può essere scritto come somma di due numeri primi (che possono essere anche uguali).

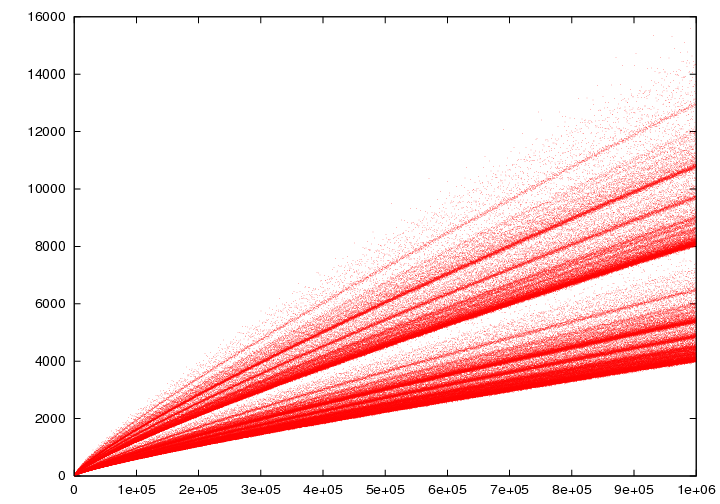
Il numero di modi con cui un numero n si può scrivere come somma di due primi per n≤1000000

Per esempio:
{\displaystyle 4=2+2;}
{\displaystyle 6=3+3;}
{\displaystyle 8=3+5;}
{\displaystyle 10=3+7=5+5;}
{\displaystyle 12=5+7;}
{\displaystyle 14=3+11=7+7.}

## Origini
Nel 1742, il matematico prussiano Christian Goldbach scrisse una lettera a Eulero in cui propose la seguente congettura:
Ogni numero intero maggiore di 5 può essere scritto come somma di tre numeri primi.
Eulero, interessandosi al problema, rispose riformulando il problema nella seguente versione equivalente:
Ogni numero pari maggiore di 2 può essere scritto come somma di due numeri primi.
La versione di Eulero è la forma nella quale la congettura è formulata attualmente e viene talvolta chiamata anche col nome di congettura forte di Goldbach. La congettura debole di Goldbach, che è implicata dalla congettura forte, asserisce che tutti i numeri dispari maggiori di 5 possono essere scritti come somma di tre primi.

## Risultati
La congettura di Goldbach ha attirato l'attenzione di molti teorici dei numeri. La maggior parte dei matematici ritiene che la congettura sia vera, basandosi principalmente su considerazioni statistiche e probabilistiche ottenute con il teorema dei numeri primi.
Nel 1923 Hardy e Littlewood hanno dimostrato che se l'ipotesi di Riemann generalizzata è vera, allora la congettura debole di Goldbach è vera per tutti gli interi dispari sufficientemente grandi. Nel 1937, Ivan Vinogradov rimosse l'assunzione dell'ipotesi di Riemann generalizzata, mostrando che ogni numero dispari {\displaystyle n>3^{3^{15}}} (ovvero {\displaystyle n>3^{14348907}}) è somma di tre primi. Inoltre, basandosi sulle idee di Vinogradov, Chudakov, van der Corput, e Estermann hanno dimostrato che "quasi tutti" i numeri pari possono essere scritti come somma di due primi, ossia che la frazione dei numeri che possono essere scritti in tal modo tende a 1. Nel 1975, Hugh Montgomery e Robert Vaughan hanno dato una versione più precisa di questo risultato mostrando che il numero di interi pari minori di {\displaystyle N} che non sono rappresentabili come somma di due primi è minore di {\displaystyle CN^{1-c}} per due costanti positive {\displaystyle c} e {\displaystyle C}.
Diversi altri risultati parziali sono stati dimostrati nel corso degli anni. Nel 1930, Lev Schirelmann dimostrò che ogni numero pari {\displaystyle n\geq 4} può essere scritto come somma di al più 20 numeri primi. Questo numero è stato successivamente abbassato da numerosi matematici; in particolare Olivier Ramaré nel 1995 ha dimostrato che ogni numero pari {\displaystyle n\geq 4} si può scrivere come somma di al più 6 numeri primi. Si noti che la congettura debole di Goldbach implica il medesimo risultato, ma con soli 4 numeri primi.
Nel 1951, Linnik ha dimostrato che esiste un intero {\displaystyle k} tale che ogni numero pari sufficientemente grande si può scrivere come somma di due primi e al più {\displaystyle k} potenze di {\displaystyle 2.} Nel 2002 Roger Heath-Brown e Jan-Christoph Schlage-Puchta hanno dimostrato che {\displaystyle k=13} è sufficiente e nel 2003 Pintz e Ruzsa hanno migliorato questo risultato mostrando che si può prendere {\displaystyle k=8}.
Un altro risultato importante è quello ottenuto da Chen Jingrun che nel 1966 ha dimostrato che ogni numero pari sufficientemente grande può essere scritto come somma o di due primi, o di un primo e un semiprimo (il prodotto di due primi): per esempio, {\displaystyle 100=23+7\cdot 11.}
Infine, nel corso degli anni ci sono stati diversi risultati per abbassare il limite {\displaystyle 3^{3^{15}}} menzionato sopra oltre al quale la congettura debole di Goldbach è dimostrata. Tra questi, vi è la dimostrazione di Deshouillers, Effinger, te Riele e Zinoviev che l'ipotesi di Riemann generalizzata implica la congettura debole di Goldbach. Nel 2013 Harald Helfgott ha annunciato di aver dimostrato tale risultato senza l'assunzione dell'ipotesi di Riemann, risolvendo totalmente quindi la congettura debole di Goldbach.

## Nella cultura di massa
- Nel 2000, allo scopo di pubblicizzare il libro Zio Petros e la congettura di Goldbach di Apostolos Doxiadis, l'editore britannico Tony Faber offrì un premio di 1 000 000 di dollari per una dimostrazione della congettura. Il premio sarebbe stato assegnato solo per dimostrazioni inviate per la pubblicazione entro aprile 2002, ma non fu mai reclamato.
- La congettura di Goldbach è citata nel film La Bestia con un miliardo di schiene, versione cinematografica della serie animata Futurama, in una scena in cui il professor Farnsworth e il suo rivale-collega prof. Wernstrom affermano di aver trovato "un'altra dimostrazione elementare" della congettura di Goldbach.
- È citata nel libro Il teorema del pappagallo di Denis Guedj.
- È citata nei libri Il marchio del diavolo, Il debito e La quarta profezia di Glenn Cooper.
- È citata nel libro Perché io credo in Colui che ha fatto il mondo. Tra fede e scienza di Antonino Zichichi.
- È citata nel film spagnolo La habitación de Fermat.
- È citata nel primo racconto (Milioni di trilioni) de I banchetti dei vedovi neri di Isaac Asimov.
- È citata nel saggio Tre concezioni della scienza umana di Karl Popper.
- È citata nel saggio Gödel, Escher, Bach: un'eterna ghirlanda brillante di Douglas Hofstadter, in cui compare in uno dei dialoghi fra Achille e la Tartaruga.
- È citata nell'albo #182 Il segreto dei numeri primi del fumetto Nathan Never, menzionata dall'esperto informatico Sigmund Baginov.
- È citata nell'albo #373 L'ombra della Yakuza del fumetto Nathan Never, dimostrata da Aristotele Slamor/Aristotele Skotos.
- È citata nell'albo #27, Un Prezzo da Pagare, del fumetto John Doe, in cui compare lo stesso Goldbach.
- È citata nel racconto A forma di isola di Fabio Stassi, contenuto in Cinquanta in blu, ed. Sellerio 2019
- Il film Il teorema di Margherita di Anna Novion, presentato al festival di Cannes del 2023, racconta l'ossessione di una dottoranda per la congettura di Goldbach.
- È citato nel libro raccolta di lezioni Naming and Necessity da Saul A. Kripke del 1980 come esempio di “verità necessaria a posteriori”.